# Print Screen
Print Screen (často zkracováno jako Prt Scr, Print Scrn, Prt Scn, Prt Sc nebo Prnt Scrn) je klávesa, která se na většině klávesnic nachází mezi funkční klávesou F12 a klávesou Scroll Lock. Její funkce není závislá na aktuálně spuštěném programu.
V Microsoft Windows se při zmáčknutí této klávesy sejme obraz, který je na monitoru (screenshot) a uloží se do schránky. Kombinací kláves Ctrl+V jej lze dále vložit do grafického (např. CorelDraw, Adobe Photoshop, Malování ve Windows) nebo jiného programu (Microsoft Word, Open Office Writer). Kombinace kláves Alt+Print Screen sejme pouze aktuální okno, kombinace WinKey+Print Screen uloží obraz do schránky a zároveň do složky Obrázky. Kombinace kláves WinKey + Shift + S zobrazí kříž, kterým lze vybrat pouze určitou oblast výstřižku.
S příchodem nové generace webových prohlížečů schopných přistupovat ke schránce lze stejnou kombinací kláves vkládat snímky přímo do webové prezentace. Toho lze s výhodou využít pro přímé vkládání a editaci sejmutých obrazů online bez nutnosti instalovat rozšíření prohlížeče. Příkladem může být nástroj Nejrychlejší PrintScreen, ale třeba taky vkládání obrázků do sociální sítě Facebook.
V ostatních operačních systémech má klávesa podobnou funkci.
Unicode má pro Print Screen speciální znak ⎙ (U+2399).